# شهرستان گونگان
شهرستان گونگان (به لاتین: Gong'an County) یک منطقهٔ مسکونی در چین است که در جیانگژو واقع شده‌است. شهرستان گونگان ۲٬۲۵۸ کیلومتر مربع مساحت و ۸۸۱٬۱۲۸ نفر جمعیت دارد.